# V404 Cygni
Coordenadas:  20h 24m 03.8s, +33° 52′ 0.4″
V404 Cygni é um sistema estelar binário que consiste de um buraco negro com uma massa de cerca de 12 ± 3 massas solares e uma estrela companheiro de massa ligeiramente menor do que o Sol na constelação de Cygnus. As duas estrelas orbitam entre si a cada 6.5 dias, relativamente perto uma da outra. Devido à sua proximidade a estrela da sequência principal seria distorcida em forma de ovo pela gravidade do buraco negro e perderia massa para o buraco negro.
O "V" do nome indica que é uma estrela variável, que repetidamente fica mais brilhante e mais fraca ao longo do tempo. Também é considerada uma nova, porque, pelo menos três vezes no século XX produziu uma explosão brilhante de energia. Por último, é um transiente de raios-x de baixa energia porque emite periodicamente imite rajadas curtas de raios-X.
Foi sugerido que o componente mais maciça do sistema pode ser uma estrela Q em vez de um buraco negro.
Em 2009, o buraco negro no sistema V404 Cygni se tornou o primeiro buraco negro a ter uma medição de paralaxe preciso para sua distância do nosso sistema solar; a distância é de 2.39 ± 0.14 kiloparsecs, ou (7.80±0.46)×103 anos-luz.

## Descoberta
Em 22 de maio de 1989, a equipe Japanese Ginga descobriu uma nova fonte de raios-X que foi catalogado como GS 2023+338. Esta fonte foi posteriormente identificada como coincidente em posição com uma nova conhecida anteriormente catalogado como V404 Cygni.